# دورا دونكل
دورا دونكل Dora Dunkl (ولدت في فورتسبورج في 13 أكتوبر 1925 – وماتت في شتاير في 3 ديسمبر 1982) هي شاعرة وأديبة ألمانية نمساوية.

## حياتها
ولدت في عام 1925 وكان اسمها الأصلي فالتراوْد شوتنلوهر. درست العلوم الثقافية في فورتسبورج حيث تعرفت على أحد طلاب الطب وهو أنتون أوبر لايتنر وتزوجته في عام 1944 وكان عمرها آنذاك 19 عاما. وبعد الحرب انتقل الاثنان إلى فيلس ثم أخيرا إلى هايدرسهوفن قرب شتاير، حيث عمل زوجها هناك طبيبا. وكان نتاج ذلك الزواج طفلان: ابنة وهي فالترواد 1946 وابن وهو هانس أنتون 1950.
وكانت أولى كتاباتها تقارير ثقافية وأعمدة أدبية في المجلات الإقليمية، ثم بدأت تكتب وتنشر الشعر ذو الصبغة المحافظة. وترأست في هايدرسهوفن صالونا أدبيا اجتماعيا، كان من بين روادهأكسل كورتي Axel Corti.
ثم انفصلت عن زوجها الأول عام 1958, وتزوجت بهاينريش دونكل الذي كان من أشهر المهندسين المعماريين في شتاير.
ومنذ ذلك الحين بدأت تنشر تحت اسم دورا دونكل. وكان مسكنهما في الدونكلهوف الواقع في شارع الكنائس في شتاير، والذي يعد من أبهى المساكن في المدينة. وهناك في فناء البيت كانت دورا تقيم الأمسيات الشعرية والموسيقية، وتتلو بعضا من أعمالها أو أعمال آخرين. وغالبا ما كان الشعر أو النثر الواقعي خاصة لمارلين هاوسهوفر. وتلقت في عام 1970 جائزة الأدب التشجيعية من مقاطعة أوبرأوشتررايش.
وفي نفس العام أصدرت مجموعتها الشعرية Mein Haus «بيتي». وفيها تربط ما بين جوهر وكينونة البيت وما بين ذاتها هي. فهي تقول مثلا: «الكلمات تتحول إلى أشباح وتصرخ حول البيت مثل الأشباح».
وفي عام 1973 تولت منصب أمين الصندوق في نادي القلم النمساوي. كما كانت عضوة في اتحاد الكتاب النمساويين وفي اتحاد الفنانيين ميرتس MAREZ.
وقد توفي هاينريش دونكل في عام 1978 بعد معاناة قصيرة مع المرض، كما توفيت دورا في عام 1982 جراء أمراض في الكبد والكلى.

## من أعمالها
- بيت من حجر (الأعمال الكاملة وصدرت في عام 1992)
- ذات صباح 1986
- استمرار الذكرى 1972